# Hraungarðsbunga
Hraungarðsbunga är ett berg i republiken Island. Det ligger i regionen Austurland, 300 km öster om huvudstaden Reykjavík. Toppen på Hraungarðsbunga är 1 002 meter över havet.
Trakten runt Hraungarðsbunga är nära nog obefolkad, med mindre än två invånare per kvadratkilometer. Trakten runt Hraungarðsbunga består i huvudsak av gräsmarker.